# Karl Dietrich Bracher
Karl Dietrich Bracher, né le 13 mars 1922 à Stuttgart (État libre populaire de Wurtemberg) et mort le 19 septembre 2016 à Bonn (Rhénanie-du-Nord-Westphalie), est un politologue allemand et un historien de la République de Weimar et de l'Allemagne nazie.

## Biographie
Bracher a obtenu un doctorat en littérature antique de l'université de Tübingen en 1948 et par la suite a étudié à l'université Harvard entre 1949 et 1950. Pendant la Seconde Guerre mondiale, il a servi dans la Wehrmacht et a été capturé par les Américains en 1943. Il a enseigné à l'université libre de Berlin entre 1950 et 1958 et à l'université de Bonn à partir de 1959.

## Recherches
Bracher est principalement concerné par les problèmes de la préservation et du développement de la démocratie. Il considère la démocratie comme une frêle institution et a fait valoir que seuls des citoyens impliqués peuvent la garantir. Son livre de 1955 Die Auflösung der Weimarer Republik (La Désintégration de la République de Weimar) est le plus connu. Il y attribue l'effondrement de la démocratie allemande non pas au Sonderweg (le « parcours particulier » du développement historique allemand), ou à d'autres forces impersonnelles, mais à l'action de l'homme qui s'est développée selon un choix conscient. Bracher prône l'idée selon laquelle l'Allemagne nazie était un régime totalitaire.
Bracher a souvent critiqué l'interprétation fonctionnaliste-structuraliste du Troisième Reich défendue par des chercheurs comme Martin Broszat et Hans Mommsen, ainsi que leur vision d'Hitler comme un « dictateur faible ». Selon l'avis de Bracher, Hitler était le « capitaine du Troisième Reich ». En ce qui concerne la genèse de l'Holocauste, il est fermement partisan de l’hypothèse intentionnaliste : l'ensemble du projet de génocide des Juifs d'Europe résulterait de la haine antisémite d'Adolf Hitler.
Bracher estime que le totalitarisme, qu'il soit de gauche ou de droite, est la principale menace contre la démocratie dans le monde, et a soutenu que les différences entre l'Union des républiques socialistes soviétiques et l'Allemagne nazie sont de degré, mais pas de nature. Bracher est opposé à l'emploi de la notion générique de fascisme pour expliquer la dictature nazie.
Pro-américain, il a été l'un des rares professeurs allemands à soutenir pleinement la politique étrangère des États-Unis durant la guerre froide. Dans les années 1960 et 1970, il a souvent attaqué les intellectuels de gauche et de la New Left en particulier du fait de la comparaison des actions des États-Unis dans la guerre du Viêt Nam avec l'Allemagne nazie. Pour Bracher, ces attaques sont à la fois une absurde banalisation de crimes nazis et une tentative sinistre de faire avancer la cause du communisme.

## Œuvres
- (de) (avec Ernst Fraenkel) Staat und Politik, 1957
- Hitler et la dictature allemande, Éditions Complexe, Paris, 1969/1995, 681 p.
- (en) The German Dictatorship: The Origins, Structure and Effects of National Socialism, Holt Rinehart & Winston, 1972.
- (en) The Age of Ideologies: A History of Political Thought in the 20th Century, Palgrave Macmillan, 1984, 305 p.
- La dictature allemande, Privat, coll. « Bibliothèque historique Privat », 1986, 681 p.